# Boca campi
Boca campi är en kräftdjursart som beskrevs av Lowry och Helen E. Stoddart 1997. Boca campi ingår i släktet Boca och familjen Aristiidae. Inga underarter finns listade i Catalogue of Life.